# Rafael Conde y Luque
Rafael Conde y Luque (Còrdova, 4 de febrer de 1835 - 14 de setembre de 1922) va ser un jurista i polític espanyol, diputat a les Corts Espanyoles durant la restauració borbònica.

## Biografia
Era fill de José María Conde Criado. Amb 11 anys ingressa en el Seminari de San Pelagio de Còrdova, on cursa els estudis d'Humanitats, Filosofia i cinc cursos de Teologia. Va estudiar Teologia i Dret a la Universitat Central de Madrid i a la Universitat de Santiago de Compostel·la. Es va doctorar en Teologia (1858) i Dret (1868). Va ser catedràtic de la Universitat de Salamanca des de 1865. Va ocupar la càtedra de Dret Internacional des de 1898 i va ser rector de la Universitat Central de Madrid des de 1903. El seu fill, Juan José Conde-Luque y Garay, segon comte de Leyva, va ser Diputat a Corts, Governador Civil de Sevilla i Gentilhome de Cambra de S. M. el Rei Alfons XIII. El seu germà, Tomás Conde y Luque, va ser alcalde de Còrdova. Va morir el 14 de setembre de 1922.

## Carrera política
Comença a Còrdova en el si del Partit Conservador i fou elegitt diputat a Corts en 1867. La Gloriosa tiraria per terra la legislatura i durant un temps torna a Còrdova i dirigeix la revista La Tradición, òrgan de l'Església Catòlica (1870). Després de la Restauració, és elegit diputat per la província de Còrdova en 1876, 1879, 1884, 1891 i 1896. En 1876, ja catedràtic de la Universitat de Granada, donà suport com a accionista a la Institución Libre de Enseñanza. En 1898 ascendeix a catedràtic d'Universitat Central. Va aconseguir la Subsecretaria del Ministeri de Justícia i va ser Director General dels Registres i del Notariat. Posteriorment fou nomenat fiscal del Tribunal Suprem d'Espanya.
Va ser escollit senador per Salamanca en 1891, per Còrdova en 1898 i per la Universitat de Madrid en 1910. Als registres del Congrés figura el seu sou com a catedràtic d'Universitat en 1898, que ascendia a 7.500 pessetes anuals. En 1910 el seu sou era de 9.750 pessetes anuals. Entre 1903 i 1916 fou rector de la Universitat Central de Madrid.

## Reconeixements
Membre de la Reial Acadèmia de Ciències Morals i Polítiques des de 1911, en 1918 el rei Alfons XIII li va concedir el títol de comte de Leyva pels seus serveis a la Corona. L'Ajuntament de Còrdova li va dedicar un carrer en la seva memòria.